# Tiana Angelina Moser
Tiana Angelina Moser, née le 6 avril 1979 à Zurich (originaire de Würenlos), est une personnalité politique suisse du canton de Zurich, membre des vert'libéraux.
Elle siège au Conseil national de fin 2007 à fin 2023, puis au Conseil des États.

## Biographie
Tiana Angelina Moser naît le 6 avril 1979 à Zurich. Elle est originaire de Würenlos, dans le canton d'Argovie.
Elle grandit à Weisslingen dans l'Oberland zurichois. Elle fréquente ensuite le Gymnasium à Winterthour, puis étudie à l'Université de Zurich de 2000 à 2006 les sciences politiques et de l'environnement ainsi que le droit public. Après un échange avec l'Université Pompeu Fabra, elle obtient sa licence et travaille, entre 2005 et 2010, comme assistante scientifique de la chaire environnementale de l'École polytechnique fédérale de Zurich et s'intéresse notamment aux services écosystémiques de la forêt.
Elle est mère de quatre enfants et habite à Zurich avec son compagnon Matthias Aebischer, conseiller national socialiste.

## Parcours politique

### Conseillère nationale
Tiana Moser rejoint en 2004 le parti vert'libéral, et son comité au printemps 2005. Aux élections fédérales de 2007, elle est élue conseillère nationale et siège au sein de la Commission de politique extérieure (CPE) et celle de la science, de l'éducation et de la culture (CSEC). Elle est réélue en 2011, et devient alors la première cheffe de groupe du tout nouveau groupe parlementaire vert'libéral.
Elle est à nouveau élue en 2015, et continue à diriger son groupe parlementaire. Elle passe alors de la CSEC à la Commission des institutions politiques (CIP). Elle préside par ailleurs la CPE de fin 2019 à fin 2021. En 2019, elle se porte candidate au Conseil des États pour le canton de Zurich,.
Tiana Moser défend une ligne proeuropéenne au parlement. Pourtant favorite, elle renonce à la présidence de son parti pour concilier vie politique et familiale.
Dans son classement des parlementaires les plus influents, le Tages-Anzeiger la place 6e en 2017 et en 2019, soit la femme la plus influente de l'Assemblée fédérale. La Tribune de Genève la qualifie d'oratrice éloquente dans sa présentation des nouveaux parlementaires en 2019.

### Conseillère aux États
Elle défait lors du deuxième tour l'UDC Gregor Rutz, soutenu par le Parti libéral-radical après le retrait de Regine Sauter à l'issue du premier tour, par 206 493 contre 159 328 voix, permettant à son parti d'obtenir un siège au Conseil des États lors de la 52e législature. Elle se rapproche du groupe parlementaire des Verts pour siéger en commission, ce qui lui permet de rejoindre la Commission de l'économie et des redevances (CER) en plus de la CPE et de la CIP. Elle affiche les dépenses les plus importantes pour sa campagne électorale au Conseil des États, avec plus de 400 000 CHF déboursés.